# Leucania assimilis
Leucania assimilis là một loài bướm đêm trong họ Noctuidae.